# 2015年鐵路
此條目列出2015年發生有關鐵路運輸的事件。

## 事件

### 1月
- 1月2日：斯里蘭卡鐵路北線（英语：Northern Line (Sri Lanka)）全線恢復營運。
- 1月6日：加利福尼亞高速鐵路破土動工。

### 2月
- 2月1日：阪堺電氣軌道阪堺線加設石津北停留場[1][2][3]。
- 2月：中國開行往西班牙的貨運列車[4]。
- 2月2日：杭州地鐵4號線通車。
- 2月8日：悉尼西南鐵路連線（英语：South West Rail Link）通車[5]。
- 2月14日：本格拉鐵路全線恢復通車。
- 2月26日：富山地方鐵道本線加設新黑部站（長屋站至舌山站之間，可與北陸新幹線轉乘）[6][7]。

### 3月
- 3月14日：東日本旅客鐵道[8]奧羽本線加設天童南站（高擶站至天童之間）[9]，大船渡線加設高田高校前站，只見線廢除柿之木站，北陸新幹線通車，信越本線長野站至直江津站交由信濃鐵道和越後心跳鐵道營運[10]，上野東京線完工，宇都宮線、高崎線與東海道線開始直通運行，常磐線及其特急列車（部分）開始在品川站到發。東海旅客鐵道[11]東海道新幹線最高速度由270公里/小時加速至285公里/小時[12][13]，東京－新大阪之間最短時間縮短至2小時22分鐘。西日本旅客鐵道北陸本線金澤站至直江津站轉交IR石川鐵道、愛之風富山鐵道和越後心跳鐵道營運，城端線加設新高岡站[14]，山陽本線加設新白島站[15]，富山地方鐵道[16]富山市內軌道線富山站停留場至富山地鐵接續點啟用，天龍濱名湖鐵道天龍濱名湖線加設森町醫院前站[17]，北陸鐵道石川線加設陽羽里站[18]，廣島高速交通廣島新交通1號線加設新白島站。
- 3月20日：北京地下直徑線通車。
- 3月28日：首爾地鐵9號線新論峴站至綜合運動場站通車。
- 3月29日：西港島綫（港島綫西延）的西營盤站啟用[19]。

### 4月
- 4月1日：近畿日本鐵道將內部線近鐵四日市站至內部站、八王子線日永站至西日野站轉交四日市明日狹軌鐵道以及四日市市營運[20][21]，北近畿丹後鐵道由第一種鐵道事業者變成第三種，第二種鐵道事業者是WILLER TRAINS，接管宮福線宮津站至福知山站[22][23]、宮津線西舞鶴站至豐岡站[22][23]，引入路線愛稱：全線通用的「京都丹後鐵道」[24]，宮津線西舞鶴站至宮津站的「宮舞線」[24]，宮津站至豐岡站的「宮豐線」[24]。
- 4月1日：南京地鐵3號線林場站至秣周東路站通車。
- 4月2日：KTX湖南高速線五松站至光州松汀站通車，東海線通車。
- 4月5日：邁亞密邁亞密機場站重開[25]。
- 4月13日：達拉斯有軌電車通車。
- 4月18日：阿拉木圖地鐵1號線（英语：Line 1 (Almaty Metro)）阿拉塔烏站（英语：Alatau (Almaty Metro)）至莫斯科站（英语：Moskva (Almaty Metro)）通車。
- 4月19日：伊斯坦堡地鐵6號線通車。
- 4月23日：大邱都市鐵道公社3號線漆谷慶大醫院站至龍池站通車。

### 5月
- 5月1日：貴開城際鐵路通車。
- 5月22日：大連地鐵2號線機場站至會議中心站通車。
- 5月23日：休斯頓輕軌綠線（英语：METRORail Green Line）、紫線（英语：METRORail Purple Line）通車。
- 5月30日：東日本旅客鐵道東北本線支線（仙石東北線・非電氣化）松島站[26]至高城町站通車[27][28][29]。

### 6月
- 6月2日：梳邦再也双威BRT通车[30]。
- 6月6日：聯合皮爾遜特快開行，作為多倫多的機場聯絡軌道系統。
- 6月26日：鄭焦城際鐵路通車。
- 6月27日：盛港輕軌古邦站啟用。至此所有盛港輕軌車站都已投入服務。
- 6月28日：合福客運專線開通。

### 7月
- 7月1日：萬塔環狀鐵路線（英语：Ring Rail Line）通車。
- 7月6日：台北捷運土城線頂埔站啟用。
- 7月14日：夏洛特輕軌金線（英语：CityLynx Gold Line）通車。

### 8月
- 8月17日：哈齊高速鐵路通車。

### 9月
- 9月11日：KTM通勤铁路北马区正式开通，为北马四个州属槟城、吉打、玻璃市和北霹雳提供服务[31]。
- 9月12日：波特蘭輕軌橘線（英语：MAX Orange Line）通車[32]。
- 9月13日：紐約地鐵7號線延伸段的34街-哈德遜調車場車站經過多次延誤後開通。
- 9月17日：亞實基倫－貝爾謝巴鐵路（英语：Ashkelon–Beersheba railway）通車。
- 9月20日：亞的斯亞貝巴輕軌第一條路線通車，也是撒哈拉以南非洲第一個輕鐵系統[33][34]。
- 9月20日：吉琿客運專線通車。
- 9月25日：清奈地鐵綠線（英语：Green Line (Chennai Metro)）通車。
- 9月26日：寧波軌道交通2號線開通，連接櫟社國際機場站至清水浦站。
- 9月27日：越前鐵道三國蘆原線加設松本町屋站（福井口站至西別院站之間）。

### 10月
- 10月16日：高雄捷運環狀輕軌第1階段籬仔內站至凱旋中華站通車[35]。
- 10月16日：波羅的海鐵路第一階段通車，波蘭-立陶宛邊界到考努斯。
- 10月30日：大連地鐵1號線姚家站至富國街站通車。
- 10月31日：首都圈電鐵京義·中央線野塘站啟用，鷺梁津站加設轉乘通道。

### 12月
- 12月1日：临哈铁路额哈段正式开通运营[36]。
- 12月1日：台灣高速鐵路開設苗栗車站、彰化車站、雲林車站。
- 12月6日：仙台市交通局東西線八木山動物公園站至荒井站[37][38][39]通車。
- 12月6日：寧安客運專線通車。
- 12月9日：埃爾福特－萊比錫/哈勒新建鐵路通車。
- 12月11日：南昆客運專線南寧站至百色站段開通。
- 12月16日：青島地鐵3號線青島北站至雙山站通車。
- 12月17日：丹大城際鐵路通車。
- 12月19日：上海軌道交通11號線羅山路站至康新公路站、12號線曲阜路站至七莘路站、13號線長壽路站至世博大道站通車。
- 12月20日：札幌市交通局札幌市電延長並開始環狀運行，新開部分是薄野停留場至西4丁目停留場[40][41]。
- 12月23日：台灣鐵路管理局縱貫線北段加設南樹林車站。

- 12月26日：北京地鐵14號線金台路站至北京南站、昌平線昌平西山口站至南邵站通車，8號線安德里北街站啟用，南昌地鐵1號線雙港站至瑤湖西站通車，成都軌道交通4號線非遺博覽園站至萬年場站通車。
- 12月27日：新加坡地鐵濱海市區線由武吉士延長至武吉班讓。
- 12月28日：武漢地鐵3號線宏圖大道站至沌陽大道站通車，廣佛地鐵西朗站至燕崗站通車，長沙地鐵2號線梅溪湖西站至望城坡站通車，淮安有軌電車通車，津保鐵路通車[42]。
- 12月28日：莫斯科地鐵莫斯科河畔線加設科技園站。
- 12月30日：廣深港高速鐵路深圳北站至福田站通車，海南西環高速鐵路通車。